# Cornelis de Man
Cornelis de Man (Delft, 1º luglio 1621 – Delft, 1º settembre 1706) è stato un pittore olandese, del Secolo d'oro.

## Biografia
Insoddisfatto della vita a Delft, prese a viaggiare in Europa non appena raggiunta la maggiore età, seguendo un itinerario che lo portò per nove anni a vagare tra Parigi, Lione, Firenze, Roma, Venezia, sostenendosi con i proventi del suo talento ovvero grazie a ricchi mecenati.
Alla fine tornò a Delft, dove divenne pittore di successo e alla moda, creando opere di genere con sovrabbondanza di dettagli, soprattutto pezzi di conversazione raffiguranti la vita della borghesia, alla maniera di Vermeer e de Hooch. Notevole anche la ricostruzione in studio per la Amsterdam Noorsche Compagnie, un'azienda che produceva olio di balena. La fabbrica si trovava a Smeerenburg, città norvegese oggi abbandonata delle Isole Svalbard, ma l'artista non si recò sul posto, basandosi invece su un originale danese cui aggiunse una serie di dettagli riguardanti la vita nell'artico.